# Amelia Bergner

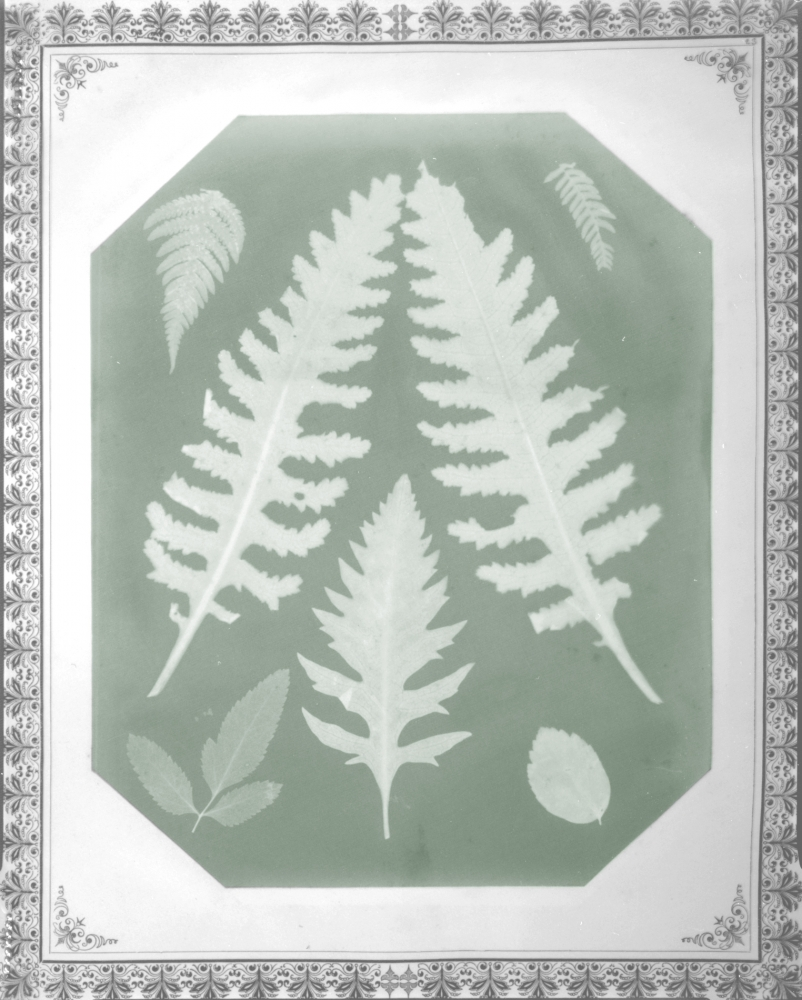
Sete espécimes botânicos, fotograma de 1877 de Amelia Bergner

Amelia Bergner (1853-1923) foi uma fotógrafa americana. Bergner é conhecida pelos seus fotogramas de folhas e temas botânicos, criados na década de 1870.
O seu trabalho está incluído nas colecções do Museu de Orsay em Paris, do Snite Museum of Art, do Museu de Belas-Artes de Houston, do Art Institute of Chicago, do Museu de Arte Moderna de São Francisco, do Museu de Arte de Filadélfia, e do Museu de Arte Nelson-Atkins.